# Сера де Естрела
Сера да Естрела  је највиши планински венац у континенталном Португалу . Заједно са Сера де Лусаом, то је најзападнији саставни опсег Централног система и такође један од највиших у систему. Укључује највишу тачку копненог Португала на 1.993 метра  изнад средњег нивоа мора (иако је врх планине Пико на португалским Азорским острвима виши). Ова тачка није посебан планински врх, већ највиша тачка на висоравни, позната као Торе („Торањ“ на енглеском). Торе је необичан врх по томе што је доступан поплочаним путем. Врх има топографску истакнутост од 1.204 м, а његов матични врх је Пико Алманзор , у Шпанији.
Планински венац, који се налази између општина Сеија ,Мантеигас ,Гувеја ,Гварда и Ковиља , дугачак је око 100 километара  и широк 30 км  на најширој тачци. Формира се од огромног гранитног гребена који је некада чинио јужну границу земље.

## Реке
Постоје три реке које извиру у Сера да Естрела: 
- Мондего , која је најдужа река у потпуности унутар португалске територије.
- Зезере , која је притока Тежа
- Алва такође има своје извориште на овом планинском венцу.

## Парк природе
Основан 1976. године, Природни парк Сера да Естрела (како је локално познат) је заштићено подручје које покрива скоро 90.000 хектара врхунског терена, обухватајући и највиши врх континенталног Португала.
Планински нуди могућности  за скијање у скијалишту Лорига , општина Сеија .
Саставни део Природног парка Сера да Естрела је Пењас Доурадас, који се налази близу врха и слободно значи Златне стене због густе жуте маховине која претежно расте у том подручју.

## Пас Сера да Естрела
Естрелски планински пас је велика раса паса из планина Естрела у Португалу. Они су пси чувари стоке, узгајани за чување стада и имања, а такође се држе и као кућни љубимци. То је једна од најстаријих раса на Иберијском полуострву.
Зрели мужјаци у доброј радној кондицији теже између 38 и 54 килограма, док женке теже између 29 и 38 килограма.
Интелигентан је, лојалан, веран и привржен онима које познаје, али је опрезан према онима које не познаје. Инстинктивно је заштитнички настројен према деци у својој породици.

## Сера да Естрела- овце и сир
Сера да Естрела сир је меки из региона Сера да Естрела. Рецепт је стар више од 2000 година. Прави се од чичка, сировог овчијег млека и соли. Сир је мекан и гњецав. Сир постаје тврђи како време пролази. 
Древне овце бордалера у региону су такође цењене због своје вуне.

## Кухиња
Кухиња региона је цењена и укључује јела као што су поховане слатке сардине и говеђи гулаш од клеке . Димљеног меса (фумеиро) и традиционалних кобасица (енчидос) има у изобиљу, међу њима и кобасица од коприве. Иако регион има веома малу локалну јеврејску популацију, појавио се као центар кошер хране , са локалним произвођачима који су лансирали кошер верзије свог маслиновог уља , вина и сира који су добили кошер сертификат за неке производе.

## Историја, легенде и митови
Верује се да одговара узвишењу које су стари римљани називали Монтес Херминиос ( Herminius Mons ) или „ Монтес де Хермес“ (грчко-латински бог пастира, такође познат као Меркур). Верује се да је овај регион био родно место лузитанског ратника Виријата , а градови Лорига и Фолгосињо су главни кандидати. 
Описан је 1677. године у књизи „Оличење португалских прича“: 
| „ | ...Насељен народом Херминиос у дубоким долинама, падинама и врховима планине Херминио... | ” |

Легенда повезана са планином помиње се у 41. поглављу америчког књижевног класика, Моби Дика :
| „ | ...чуда која су се у стара времена односила на унутрашњу планину Стрело у Португалу (близу чијег врха се говорило да је било језеро у којем су олупине бродова испливале на површину...) | ” |

Археолошка истраживања су омогућила да се појави слика живота током петог миленијума пре нове ере, раног неолита , где су се мале заједнице издржавале ловом на ситну дивљач, сакупљањем жира и других зимских плодова и миграторним сточарством. Узгој оваца и коза, које су у овај регион унели први неолитички досељеници - сугерише да су пролеће и лето били на високим пашњацима, а зиму на нижим теренима речних долина. Значај Сера да Естрела у неолитској култури може се видети у открићу да су мегалити у сливу реке Мондего углавном изграђени са поравнањем које је омогућавало да се планински ланац види из унутрашње коморе. Истовремено се могао видети излазак Алдебарана , најсјајније звезде Бика , иза планина, а њен хелијакални излазак крајем априла/почетком маја могао се користити као временски маркер за кретање ка високим пашњацима Сера да Естрела. Овај археолошки наратив блиско одражава локални фолклор који објашњава име планинског ланца.